# 洛克斯特瓦利 (紐約州)
洛克斯特瓦利（英語：Locust Valley）是位於美國紐約州拿騷縣的普查規定居民點。

## 人口
根據2020年美國人口普查的數據，洛克斯特瓦利的面積為2.40平方千米，當中陸地面積為2.35平方千米，而水域面積為0.05平方千米。當地共有人口3571人，而人口密度為每平方千米1,487.92人。